# Cột Đức Mẹ ở Vidnava

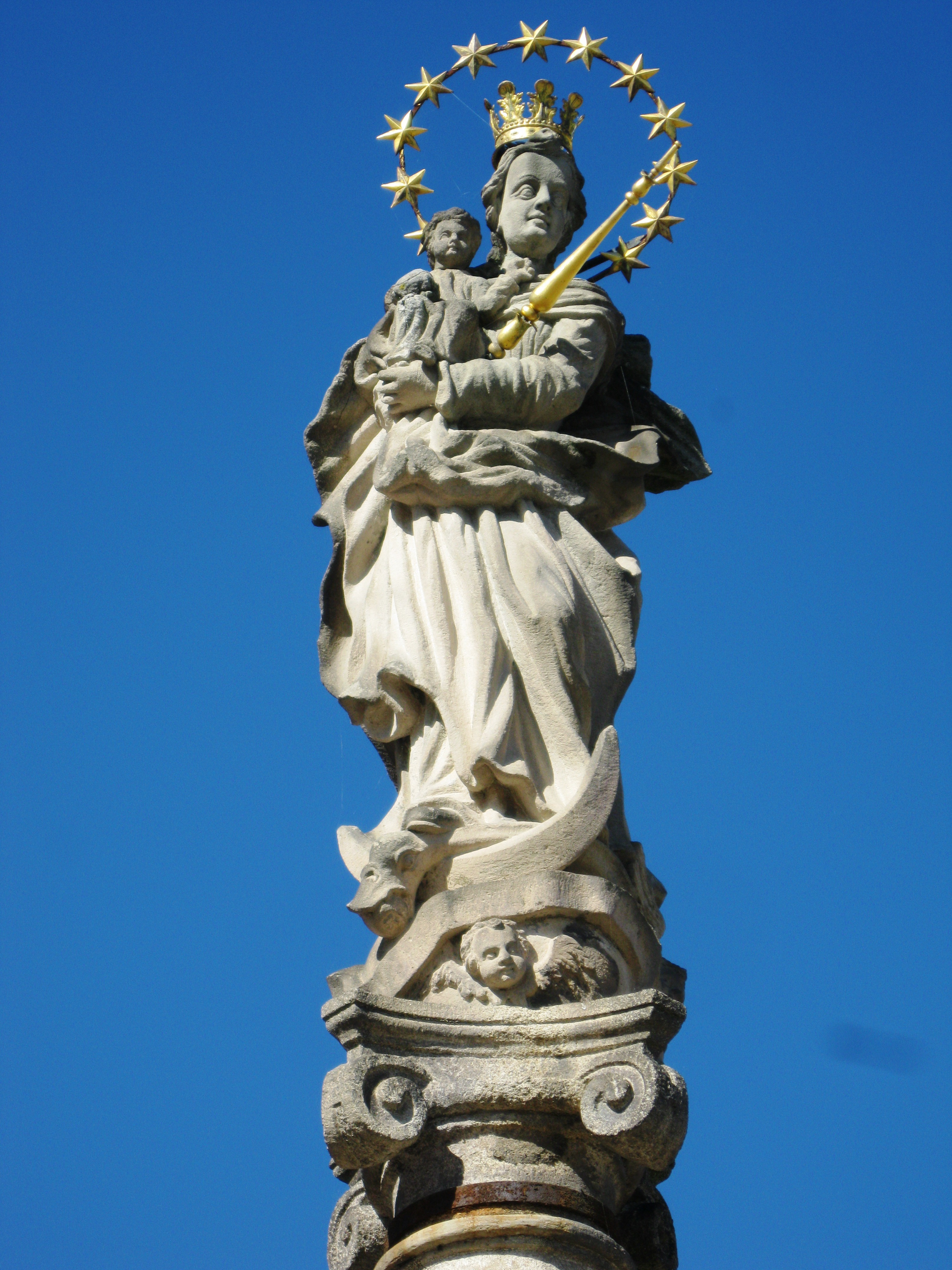
Cột Đức Mẹ ở Vidnava (2012)

Cột Đức Mẹ ở Vidnava (hay Cột có tượng Đức Mẹ Đồng trinh, tiếng Séc: Mariánský sloup ve Vidnavě, hay Sloup se sochou Panny Marie) là một trong những tượng đài tôn giáo nổi tiếng về Đức Mẹ, tọa lạc ở quảng trường Mírové tại thị trấn Vidnava, huyện Jeseník, vùng Olomouc, Cộng hòa Séc. Tượng đài này có tên trong danh sách các di tích văn hóa của Cộng hòa Séc.

## Lịch sử
Một trận hỏa hoạn lớn và bệnh dịch hạch đã bùng phát ở thị trấn Vidnava vào năm 1713. Năm 1714, cột Đức Mẹ mang phong cách Baroque được dựng lên ở quảng trường, nhằm bày tỏ lòng biết ơn đối với Mẹ Maria cũng như tưởng nhớ đến các thảm họa lịch sử. Tác giả công trình xây dựng này vẫn chưa được làm rõ. Cột Đức Mẹ từng được sửa chữa vào các năm 1781 và 1877, và đến năm 2013 thì được phục chế lại.

## Mô tả
Tượng đài này được làm bằng đá sa thạch và đá granit. Bức tượng đá sa thạch ở trên đỉnh cột khắc họa hình ảnh Đức Mẹ Đồng trinh vô nhiễm nguyên tội với Chúa Giêsu hài đồng. Đức Mẹ đội một vương miện có vòng hào quang được kết từ 12 ngôi sao. Ngài đang giẫm lên đầu một con rắn gác ngang qua một mặt trăng lưỡi liềm.